# 府中町
府中町（日语：／ Fuchū chō */?）是位于廣島縣西南部的一町，轄區完全被廣島市所環繞。現在是全日本人口數最多，也是人口密度最高的町村。汽車公司馬自達的總部位於此。
由於「府中」之名稱源自令制國時代的各國國府所在地的簡稱，此地屬於安藝國之國府，因此以「府中」命名，但由於在全日本有多個地方同樣名為「府中」，其中以「府中」為行政區劃名稱的還包括東京都府中市（又稱：武藏府中）和廣島縣府中市（又稱：備後府中），習慣上這些地方會以在前面加上過去的令制國國名做為區別，因此本町又稱作「安藝府中」。

## 人口
| 府中町人口分布圖 |                                               |  |
| 府中町與日本全國年齡別人口分布比較圖 （2005年資料） | 府中町的年齡、男女別人口分布圖 （2005年資料） |  |
| ■紫色是府中町 ■綠色是全国 | ■藍色是男性 ■紅色是女性                       |  |
| 府中町人口變化 \| 1970年 \| 40,302人 \| \| \| 1975年 \| 47,539人 \| \| \| 1980年 \| 47,817人 \| \| \| 1985年 \| 48,833人 \| \| \| 1990年 \| 50,060人 \| \| \| 1995年 \| 50,676人 \| \| \| 2000年 \| 50,673人 \| \| \| 2005年 \| 50,732人 \| \| \| 2010年 \| 50,442人 \| \| \| 2015年 \| 51,053人 \| \| \| 2020年 \| 51,155人 \| \| |                                               |  |
| 資料來源：日本總務省統計中心提供之人口普查數據 |                                               |  |
| 1970年 | 40,302人                                      |  |
| 1975年 | 47,539人                                      |  |
| 1980年 | 47,817人                                      |  |
| 1985年 | 48,833人                                      |  |
| 1990年 | 50,060人                                      |  |
| 1995年 | 50,676人                                      |  |
| 2000年 | 50,673人                                      |  |
| 2005年 | 50,732人                                      |  |
| 2010年 | 50,442人                                      |  |
| 2015年 | 51,053人                                      |  |
| 2020年 | 51,155人                                      |  |

## 歷史
在二次大戰前原本只是人口約一萬的小鎮，戰後因為成為廣島市的通勤城市的緣故，人口快速的增加。在1960年代前人口已經突破二萬，1966年人口達到三萬，1970年四萬，1987年五萬，至今人口維持在五萬左右，由於全町實際可居住面積僅約6平方公里，因此實際的人口密度約為8,500人每平方公里。本町其實已符合改制為市的條件。但目前仍未有具體改制的計畫。
此外，由於周邊町村逐一的被併入廣島市，自1975年船越町（現在的廣島市安藝區船越）併入廣島市後，全町周圍皆已屬於廣島市。而本町至廣島車站也僅有5至10分鐘的車程距離，因此也有直接併入廣島市的建議。但由於過去轄區內有馬自達總部、工廠及麒麟麥酒廣島工場（已於1998年因設施過於老舊而關閉），固定為本町帶來巨額的法人税收入，因此過去造成公民投票拒絕合併的結果。

### 沿革
- 1889年4月1日：實施町村制，府中村成立。
- 1937年1月1日：改制為府中町。[2]

## 交通

### 鐵路
- 西日本旅客鐵道
  - 山陽本線、吳線：向洋車站

山陽新幹線有通過轄區，但未於轄區內設置車站。
此外，距離轄區邊界僅100公尺的山陽本線天神川車站和矢賀車站也都是町內居民常使用的車站；其中天神川車站在2004年開始營運前，公開徵選到的站名還曾經出現「安藝府中車站」之名稱。

### 道路
高速道路
- 廣島高速道路2號線：府中出入口

## 觀光資源
- 水分峽森林公園水分峽
- 出雲大社廣島分院

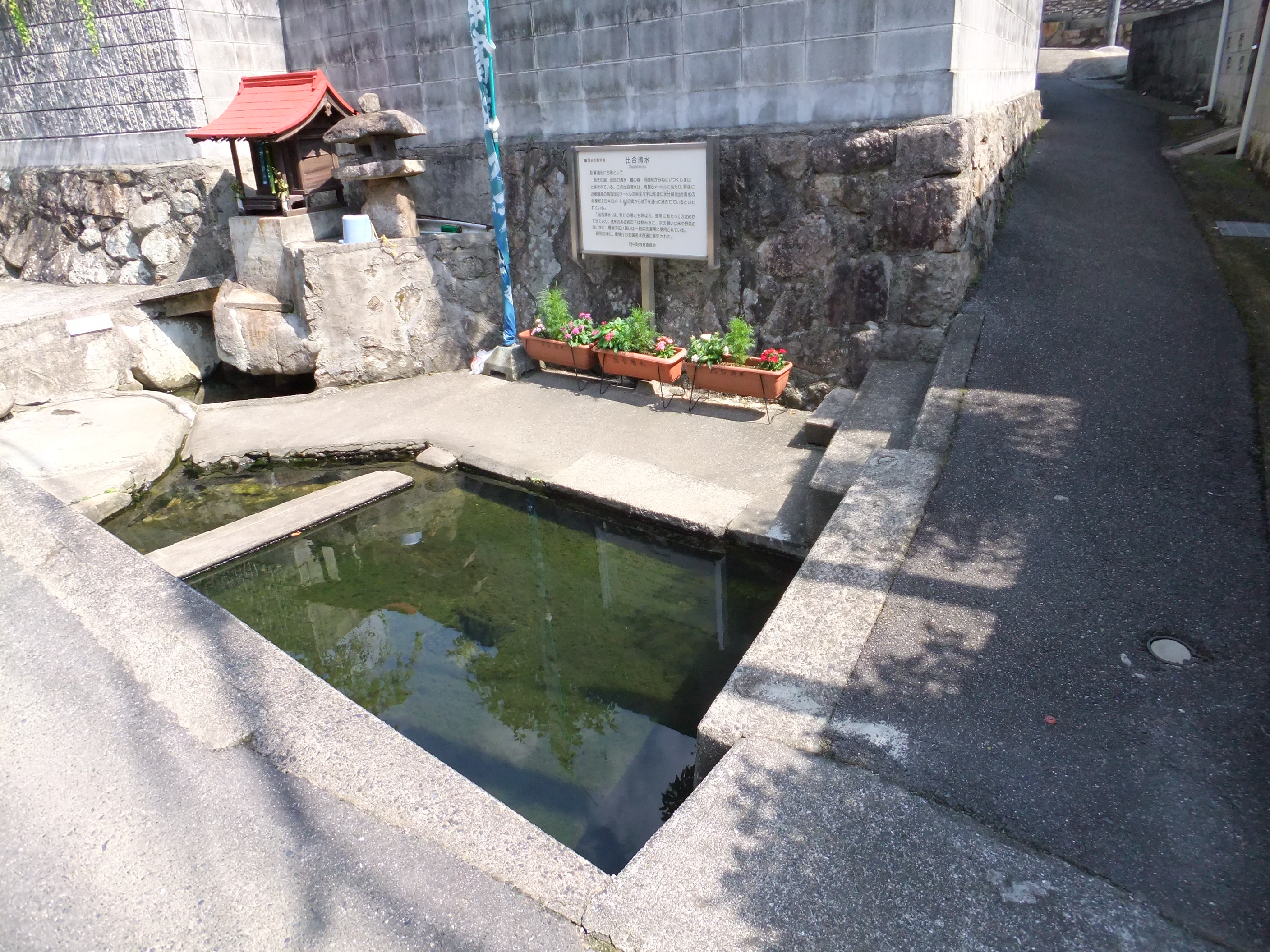
今出川清水泉（東川泉），左後方為水天宮

- 今出川清水（曾與近處的出合清水之名發生混淆，名水百選之一）
- 石井城遺跡
- 牛祭（毎年4月舉行）

## 教育

### 高等學校
- 廣島縣立安藝府中高等學校

## 姊妹、友好都市
- 邑南町（島根縣邑智郡）
於1975年7月14日與舊羽須美村締結為姊妹都市，羽須美村後於2004年10月1日合併為邑南町。

## 本地出身之名人
- 石田一松：演歌歌手、前眾議院議員
- 平口洋：前眾議院議員、前建設省官員
- 吉川晃司：音樂人、演員
- 竹原慎二：前職業拳擊世界冠軍、藝人
- 金田喜稔：前足球選手
- 西村健太朗：職業棒球選手
- 大下英治：作家
- 神園さやか：歌手
- 竹川美子：演歌歌手
- 村山聖：將棋棋士
- 久保帯人：漫畫家
- 坂田健史：前職業拳擊世界冠軍
- 高尾晶子：藝人
- 小林浩：日本火腿社長
- 五島朋幸：牙醫、作家

## 外部連結
- （日語） 府中町商工會 （页面存档备份，存于）